# David John Bogler
David John Bogler (n. 1956) es un botánico estadounidense, especialista en la taxonomía del género Dasylirion, familia Dracaenaceae. Desarrolla actividades académicas en el Departamento de Botánica, Universidad de Texas en Austin.

## Algunas publicaciones
- Bogler, D. J.; Simpson, B. B. (1995). «A chloroplast DNA study of the Agavaceae.». Syst. Bot. (20): 191-205. Consultado el 25 de febrero de 2008.
- ------------------; ---------------------- (1996). «Phylogeny of the Agavaceae based on ndhF, rbcL, and ITS sequences: implications of molecular data for classification.». Aliso (22): 313-328.

### Libros
- david john Bogler. 1994. Taxonomy and Phylogeny of Dasylirion (Nolinaceae). Editor Univ. of Texas at Austin, 583 pp.

- ---------------------------. 1985. Monograph of the Lupinus aschenbornii Schauer Complex of the Central Highlands of Mexico. Editor Univ. of Missouri, 396 pp.

- La abreviatura «Bogler» se emplea para indicar a David John Bogler como autoridad en la descripción y clasificación científica de los vegetales.[2]